# As Canções
As Canções é um filme documentário brasileiro de 2011, dirigido pelo cineasta Eduardo Coutinho.

## Produção
O filme conta a história de pessoas comuns que relataram casos particulares relacionados a determinada música. O projeto de "As Canções" surgiu de uma ideia muito antiga do diretor Eduardo Coutinho de registrar pessoas cantando músicas de Roberto Carlos. Mas ele mudou de ideia por causa dos valores elevados que teria pagar pela cessão de direitos autorais e se abriu para a música brasileira em geral.
Durante dois meses, a equipe de produção do cineasta esteve na região do Largo da Carioca, no centro do Rio de Janeiro em busca de personagens, embora outros tenham sido escolhidos pelos métodos tradicionais do diretor, mediante anúncios de jornal, e alguns via internet.
 Em apenas uma semana de fevereiro de 2011, Coutinho realizou todas as entrevistas, concentradas no mesmo estúdio onde filmou seu documentário Jogo de Cena. A produção ouviu 237 pessoas - nenhuma das quais cantou música estrangeira. Dessas, apenas 42 tiveram seu depoimento filmado, segundo regras rígidas: todos os personagens deviam estar sozinhos e sentados diante da câmera; foi vetado uso de instrumentos e dançar; tinha de se cantar a música escolhida duas vezes, para o caso de ter algum problema técnico. Por fim, apenas 18 personagens, com idades entre 22 e 82 anos, aparecem no longa-metragem.

## Ficha técnica
- Direção: Eduardo Coutinho
- Produtor: João Moreira Salles e Maurício Andrade Ramos
- Fotografia: Jacques Cheuiche
- Montagem: Jordana Berg
- Trilha sonora: Valéria Ferro
- Empresa produtora: VideoFilmes